# بخش باگوس بروک، شهرستان مایل لاکس، مینه سوتا
بخش باگوس بروک (به انگلیسی: Bogus Brook Township) یک منطقهٔ مسکونی در ایالات متحده آمریکا است که در شهرستان میل لاک واقع شده‌است.
 بخش باگوس بروک ۹۳٫۸ کیلومتر مربع مساحت و ۱٬۴۲۱ نفر جمعیت دارد و ۳۰۰ متر بالاتر از سطح دریا واقع شده‌است.